# Гіперкомпактна зоряна система
Гіперкомпактна зоряна система (ГКЗС) — це щільне скупчення зірок навколо надмасивної чорної діри, яка була викинута з центру своєї галактики. Зірки, які знаходяться поблизу чорної діри під час викиду, залишаться разом із чорною дірою після того, як вона покине галактику, утворюючи ГКЗС.
Термін «гіперкомпактні» стосується того факту, що ГКЗС мають малі розміри порівняно зі звичайними зоряними скупченнями подібної світності. Це тому, що гравітаційна сила надмасивної чорної діри змушує зірки рухатися по дуже вузьких орбітах навколо центру скупчення.
Яскраве рентгенівське джерело SDSS 1113 поблизу галактики Markarian 177 може бути першим кандидатом на ГКЗС. Знахідка ГКЗС підтвердила б теорію віддачі гравітаційних хвиль і довела б, що надмасивні чорні діри можуть існувати поза галактиками.

## Властивості
Зірки, які обертаються навколо надмасивної чорної діри (НМЧД) у момент удару, стануть пов'язані та будуть тягнутися разом із НМЧД, якщо їхня орбітальна швидкість перевищує швидкість удару Vy. Такий критерій і визначає розмір ГКЗС: її радіус приблизно дорівнює радіусу орбіти, яка має ту саму швидкість навколо НМЧД, що й швидкість удару, або
{\displaystyle R={\frac {GM}{V_{y}^{2}}}}
де M — маса НМЧД, а G — гравітаційна стала. Розмір R становить приблизно половину парсека (пк) (два світлових роки ) для удару 1000 км/с і масою НМЧД 100 мільйонів мас Сонця. Найбільші ГКЗС мали б розмір приблизно 20 пк, приблизно так само, як велике кулясте скупчення, а найменші сягали б приблизно однієї тисячної парсека в поперек, менше будь-якого відомого зоряного скупчення .
Кількість зірок, які залишаються пов'язаними із НМЧД після удару, залежить як від Vy, так і від того, наскільки щільно зірки були скупчені навколо НМЧД перед ударом. Низка аргументів припускає, що загальна зоряна маса становитиме приблизно 0,1% маси НМЧД або менше. Найбільші ГКЗС могли б складатися із кілька мільйонів зірок, роблячи їх за світністю можливими для порівняння  із кулястим скупченням або надкомпактною карликовою галактикою.
Окрім дуже компактних розмірів, основною відмінністю між ГКЗС і звичайним зоряним скупченням є набагато більша маса ГКЗС через НМЧД у її центрі. НМЧД сама по собі є темною і її неможливо виявити, однак її гравітація змушує зірки рухатися з набагато вищими швидкостями, ніж у звичайному зоряному скупченні. Нормальні зоряні скупчення мають внутрішні швидкості кілька кілометрів на секунду, тоді як у ГКЗС практично всі зірки рухаються швидше, ніж Vy, тобто сотні чи тисячі кілометрів на секунду.
Якщо швидкість удару менша за швидкість виходу з галактики, НМЧД впаде назад до ядра галактики, коливаючись багато разів у галактиці, перш ніж остаточно зупинитися. У цьому випадку ГКЗС існувала би як окремий об’єкт лише відносно короткий час, порядку сотень мільйонів років, перш ніж зникнути у ядрі галактики. Протягом цього часу ГКЗС буде важко виявити, оскільки вона буде накладатися на галактику або за нею.
Навіть якщо ГКЗС вирветься зі своєї "галактики-господаря", вона залишиться прив’язаною до групи або скупчення галактик, оскільки швидкість виходу з них набагато більша, ніж з однієї галактики. Під час спостереження ГКЗС буде рухатися повільніше, ніж Vy, оскільки вона вийде з гравітаційної потенціальної ями галактики та/або скупчення.
Зірки в ГКЗС будуть схожі на типи зірок, які спостерігаються в ядрах галактик. Тому очікується, що зірки в ГКЗС є молодшими та багатшими на метал порівняно із зірками в типовому кульовому скупченні.

## Пошук
Оскільки чорна діра в центрі ГКЗС практично невидима, ГКЗС буде виглядати дуже схожою на слабке скупчення зірок. Щоб визначити, що спостережуване зоряне скупчення є ГКЗС, потрібно виміряти орбітальні швидкості зірок у скупченні за допомогою їхніх доплерівських зсувів частоти і перевірити, що вони рухаються набагато швидше, ніж очікується для зірок у звичайному зоряному скупченні. Це складне спостереження, оскільки ГКЗС буде відносно тьмяною, вимагаючи багатогодинного часу експозиції.
Найбільш перспективними місцями для пошуку ГКЗС є скупчення галактик по двом причинам: по-перше, більшість галактик у скупченні галактик є еліптичними галактиками, які, як вважають, утворилися в результаті злиття. Злиття галактик є передумовою для формування подвійної НМЧД, що є передумовою для удару. По-друге, швидкість відльоту від скупчення галактик достатньо велика, щоб ГКЗС не зруйнувалося, навіть якщо воно вирветься із "галактики-господаря".
Було підраховано, що сусідні скупчення галактик у сузір'ях Печі і Діви можуть містити сотні або тисячі ГКЗС. Ці скупчення галактик були досліджені на наявність компактних галактик і зоряних скупчень. Цілком можливо, що деякі з об’єктів, виявлених у цих дослідженнях, були ГКЗС, які були помилково ідентифіковані як звичайні зоряні скупчення. Відомо, що деякі компактні об’єкти в дослідженнях мають досить високі внутрішні швидкості, але жоден з них не здається достатньо масивним, щоб кваліфікуватися як ГКЗС.
Іншим ймовірним місцем, де можна знайти ГКЗС, є околиці поблизу місця нещодавнього злиття галактик.
Час від часу, чорна діра в центрі ГКЗС буде руйнувати зірку, яка проходить надто близько, створюючи дуже яскравий спалах. Кілька таких спалахів спостерігали в центрах галактик, імовірно викликаних зіркою, яка наблизилася до НМЧД в ядрі галактики. Було підраховано, що в такому випадку НМЧД зруйнує близько дюжини зірок протягом часу, необхідного для виходу з галактики. Оскільки тривалість спалаху становить кілька місяців, шанси побачити таку подію невеликі, якщо не досліджувати великий об’єм простору. Зірка в ГКЗС також може вибухнути як наднова типу I.

## Важливість
Відкриття ГКЗС було б важливим з кількох причин:
- Це стане доказом того, що надмасивні чорні діри можуть існувати за межами галактик.
- Це підтвердило б комп’ютерне моделювання, яке передбачає віддачу гравітаційних хвиль на тисячі кілометрів на секунду.
- Існування ГКЗС означало б, що деякі галактики не мають надмасивних чорних дір у своїх центрах. Це матиме важливі наслідки для теорій, які пов’язують зростання галактик із зростанням надмасивних чорних дір, а також для емпіричних кореляцій між масою НМЧД і властивостями галактики.
- Якщо вдасться виявити багато ГКЗС, можна буде реконструювати розподіл швидкостей удару, який містить інформацію про історію злиття галактик, маси та спінів подвійних чорних дір тощо.

## Дивіться також
- Чисельна відносність
- Зоряна динаміка
- Чорна діра-вигнанець